# Vasil Kiryienka
Vasil Vasilievich Kiryienka (en bielorruso: Васіль Васільевіч Кірыенка; Réchytsa, 28 de junio de 1981) es un deportista bielorruso que compitió en ciclismo en las modalidades de ruta, perteneciendo al equipo INEOS Grenadiers desde el año 2013 hasta su retirada, y pista, en la prueba de puntuación. Fue campeón mundial en contrarreloj (2015) y campeón mundial en pista (2008).
En carretera sus mayores éxitos son la victoria en tres etapas del Giro de Italia (en los años 2008, 2011 y 2015) y una etapa de la Vuelta a España 2013. Además, obtuvo cinco medallas en el Campeonato Mundial de Ciclismo en Ruta entre los años 2012 y 2017, y dos medallas de oro en los Juegos Europeos, en Bakú 2015 y Minsk 2019.
Ganó dos medallas en el Campeonato Mundial de Ciclismo en Pista, oro en 2008 y bronce en 2006.
Participó en cuatro Juegos Olímpicos de Verano, ocupando el decimotercer lugar en Atenas 2004 (persecución por equipos), el quinto lugar en Pekín 2008 (puntuación), el decimosegundo en Londres 2012 (contrarreloj) y el decimoséptimo en Río de Janeiro 2016 (contrarreloj).

## Trayectoria
Debutó como profesional en el año 2006 en las filas del equipo Rietumu Bank-Riga, compaginando la carretera con la pista. En 2008 se proclamó campeón en puntuación en el Mundial de Pista. Ese mismo año ganó la 19.a etapa del Giro de Italia de 2008.
En 2009 se incorporó al Caisse d'Epargne y en 2011 consiguió un triunfo en la penúltima etapa del Giro de Italia, dedicándosela a su compañero de equipo Xavi Tondo, fallecido poco antes de aquella victoria. El 18 de agosto de 2012 firmó contrato por tres años con el Sky Procycling, y un mes después fue tercero en la contrarreloj del Mundial de Valkenburg.
En 2013 ganó la 18.a etapa de la Vuelta a España, con final en Peña Cabarga. En el Giro de Italia de 2015 obtuvo la victoria en la contrarreloj de 60 km entre Treviso y Valdobbiadene. Fue el abanderado de Bielorrusia en la ceremonia de apertura de los Juegos Olímpicos de Río de Janeiro 2016.
El 30 de enero de 2020 anunció su retirada como ciclista profesional, por recomendación médica, debido a problemas cardíacos.

## Medallero internacional
| Campeonato Mundial | Campeonato Mundial        | Campeonato Mundial | Campeonato Mundial       |
| Año                | Lugar                     | Medalla            | Competición              |
| ------------------ | ------------------------- | ------------------ | ------------------------ |
| 2012               | Valkenburg (Países Bajos) | Medalla de bronce  | Contrarreloj             |
| 2013               | Florencia (Italia)        | Medalla de bronce  | Contrarreloj por equipos |
| 2015               | Richmond (Estados Unidos) | Medalla de oro     | Contrarreloj             |
| 2016               | Doha (Catar)              | Medalla de plata   | Contrarreloj             |
| 2017               | Bergen (Noruega)          | Medalla de bronce  | Contrarreloj por equipos |
| Juegos Europeos    |                           |                    |                          |
| Año                | Lugar                     | Medalla            | Competición              |
| 2015               | Bakú (Azerbaiyán)         | Medalla de oro     | Contrarreloj             |
| 2019               | Minsk (Bielorrusia)       | Medalla de oro     | Contrarreloj             |

| Campeonato Mundial | Campeonato Mundial       | Campeonato Mundial | Campeonato Mundial |
| Año                | Lugar                    | Medalla            | Competición        |
| ------------------ | ------------------------ | ------------------ | ------------------ |
| 2006               | Burdeos (Francia)        | Medalla de bronce  | Puntuación         |
| 2008               | Mánchester (Reino Unido) | Medalla de oro     | Puntuación         |

## Palmarés

### Ruta
| 1999 - 3.º en el Campeonato de Bielorrusia Contrarreloj 2000 - 2.º en el Campeonato de Bielorrusia Contrarreloj 2001 - 2.º en el Campeonato de Bielorrusia Contrarreloj 2002 - Campeonato de Bielorrusia Contrarreloj 2005 - Campeonato de Bielorrusia Contrarreloj - Coppa della Pace 2006 - 1 etapa de la Carrera de la Solidaridad y de los Campeones Olímpicos - Campeonato de Bielorrusia Contrarreloj 2007 - 1 etapa de la Ster Elektrotoer - 1 etapa de la Vuelta a Burgos - 3.º en el Campeonato de Bielorrusia Contrarreloj 2008 - 1 etapa del Giro de Italia - 2.º en el Campeonato de Bielorrusia Contrarreloj | 2011 - 1 etapa de la Vuelta al País Vasco - 1 etapa del Giro de Italia - Ruta del Sur 2012 - 3.º en el Campeonato Mundial Contrarreloj 2013 - 1 etapa de la Vuelta a España 2015 - 1 etapa del Giro de Italia - Juegos Europeos Contrarreloj - Campeonato de Bielorrusia Contrarreloj - Campeonato Mundial Contrarreloj - Chrono des Nations 2016 - 2.º en el Campeonato Mundial Contrarreloj - Chrono des Nations 2018 - Campeonato de Bielorrusia Contrarreloj 2019 - Juegos Europeos Contrarreloj |

### Pista
2006
- 3.º en el Campeonato del Mundo en puntuación

2008
- Campeonato del Mundo en puntuación

## Resultados en Grandes Vueltas y Campeonatos del Mundo
Durante su carrera deportiva consiguió los siguientes puestos en las Grandes Vueltas y en los Campeonatos del Mundo en carretera:
| Carrera              | Carrera              | 2004 | 2005 | 2006 | 2007 | 2008 | 2009 | 2010 | 2011 | 2012 | 2013 | 2014  | 2015 | 2016  | 2017  | 2018 | 2019 |
| -------------------- | -------------------- | ---- | ---- | ---- | ---- | ---- | ---- | ---- | ---- | ---- | ---- | ----- | ---- | ----- | ----- | ---- | ---- |
|                      | Giro de Italia       | —    | —    | —    | —    | 35.º | 73.º | 37.º | 25.º | —    | —    | —     | 84.º | —     | 102.º | Ab.  | —    |
|                      | Tour de Francia      | —    | —    | —    | —    | —    | —    | 60.º | DSQ  | 77.º | Ab.  | 86.º  | —    | 103.º | 112.º | —    | —    |
|                      | Vuelta a España      | —    | —    | —    | —    | 34.º | 16.º | —    | —    | —    | 73.º | 110.º | 83.º | —     | —     | —    | Ab.  |
| Mundial en Ruta      | Mundial en Ruta      | —    | —    | —    | —    | —    | 27.º | —    | —    | Ab.  | —    | 59.º  | Ab.  | —     | 15.º  | Ab.  | Ab.  |
| Mundial Contrarreloj | Mundial Contrarreloj | —    | 18.º | 6.º  | 9.º  | 18.º | 49.º | —    | 23.º | 3.º  | 4.º  | 4.º   | 1.º  | 2.º   | 5.º   | 9.º  | 31.º |

| —: no participó | Ab: abandono | DSQ: desclasificación |

## Equipos
- Grupa PSB (2004)
- OTC Doors-Lauretana (01-05.2006)
- Rietumu Bank-Riga (06-12.2006)
- Tinkoff Credit Systems (2007-2008)
- Caisse d'Epargne/Movistar (2009-2012)
  - Caisse d'Epargne (2009-2010)
  - Movistar Team (2011-2012)
- Sky/INEOS (2013-01.2020)
  - Sky Procycling (2013)
  - Team Sky (2014-04.2019)
  - Team INEOS (05.2019-01.2020)